# Takatori Wakanari

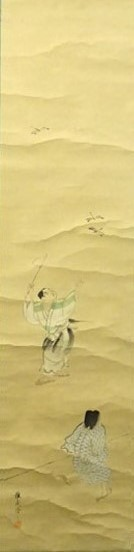
Libellen fangen

Takatori Wakanari (japanisch 高取 稚成; geboren 19. Mai 1867 in Matsukuma (Präfektur Saga); gestorben 30. Januar 1935) war ein japanischer Maler der Nihonga-Richtung.

## Leben und Werk
Takatori Wakanari, in jungen Jahren hieß er Kumawaka, hatte seinen ersten Malunterricht unter Sumiyoshi Hirokata (住吉 廣賢; 1835–1886), der in der Nähe wohnte, und zwar im Stil des Yamato-e. Nach Sumiyoshis Tod 1886 studierte er weiter unter Yamane Tsurayoshi (山名貫義; 1836–1902), einem Maler der Tosa-Schule.
Als der neuen Kaiserpalaste erbaut wurde, was von 1887 an über 21 Jahre dauerte, entwarfen junge Künstler, darunter Takatori, verschiedene Bemalungen. Leider ist von den Entwürfen nicht mehr vorhanden. Die jungen Künstler gründeten die „Seinen Kyōkai“ (青年絵画協会) und begannen auf der „Bunten“ und bei anderen Gelegenheiten auszustellen. Takatori stellte  auf der „Bunten“ unter anderem aus:
- 1909 auf der 3. „Kaguyamahime Tenjō no zu“ (赫耶姫天上の図), Thema aus dem Taketori Monogatari,
- 1912 auf der 6. „Fujibusa-kyō no sōshi“ (藤房卿の草子) – ein 2. Preis, Thema aus dem Taketori Monogatari,
- 1913 auf der 7. „Nambuchi Gyosui“ (南淵魚水) – ein 2. Preis,
- 1915 auf der 9. „Shike Bunka“ (四家文躰) – ein 3. Preis.

Ab 1921 gehörte er zum Auswahlgremium.
Zu den weiteren Werken gehört das „Taishō yonnen O-sokui taiten emaki“ (大正四年御即位大典絵巻) – Bildrolle zur Inthronisation 1915“ im Besitz des Kaiserlichen Hofamtes, das jetzt im Besitz des „Jingū chōkokan“ (神宮徴古館) befindliche „Kōtai jingūshikinen sengū emaki“ (皇太神宮式年遷宮絵巻) aus dem Jahr 1929. 1931 war er auf der „Ausstellung japanische Malerei“ in Berlin zu sehen. Er gestaltete ein Wandgemälde für die Meiji-Gedächtnisgalerie, nämlich „Arisugawa Seitō-Taishōgun no Miya Kenrei-mon O-tsūka" (有栖川征東大将軍宮建礼門御通過の図) – „Arisugawa Seitō-Taishogun no Miya beim Durchzug durch das Kenrei-Tor“, war Auftragsmaler der Kuni-no-miya Familie (久迩宮家), war Kunstbeauftragter des Ise-Schreins, war kommissarisch Beauftragter des Hofamtes.
Als letzter Maler im Stil der Tosa-Schule hinterließ Takatori Gemälde, die auf Quellenstudium und Nutzung der überlieferten Malmethoden entstanden und damit ein wichtiges Erbe sind.

## Bilder

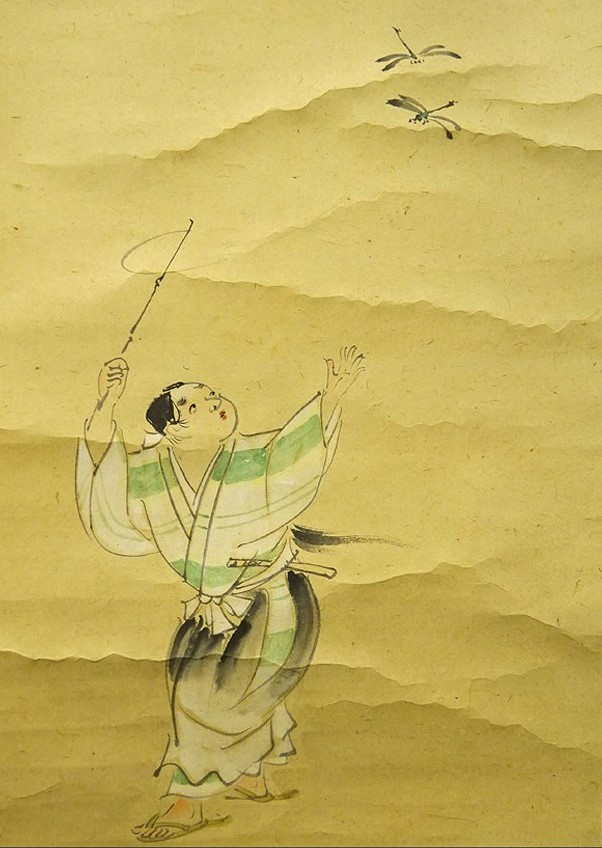
Libellen fangen, Detail
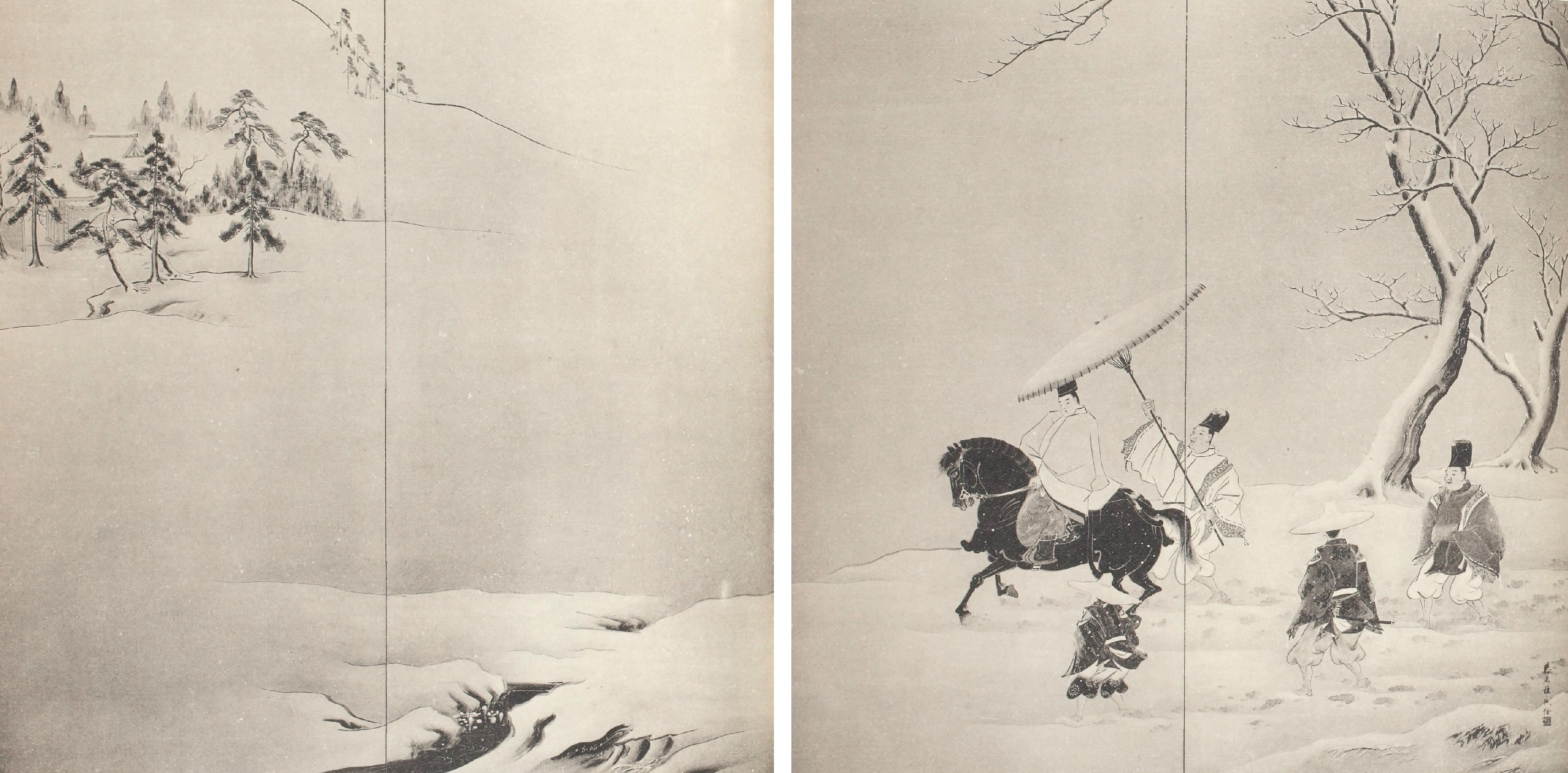
Schnee bei Ono, Stellschirm-Paar
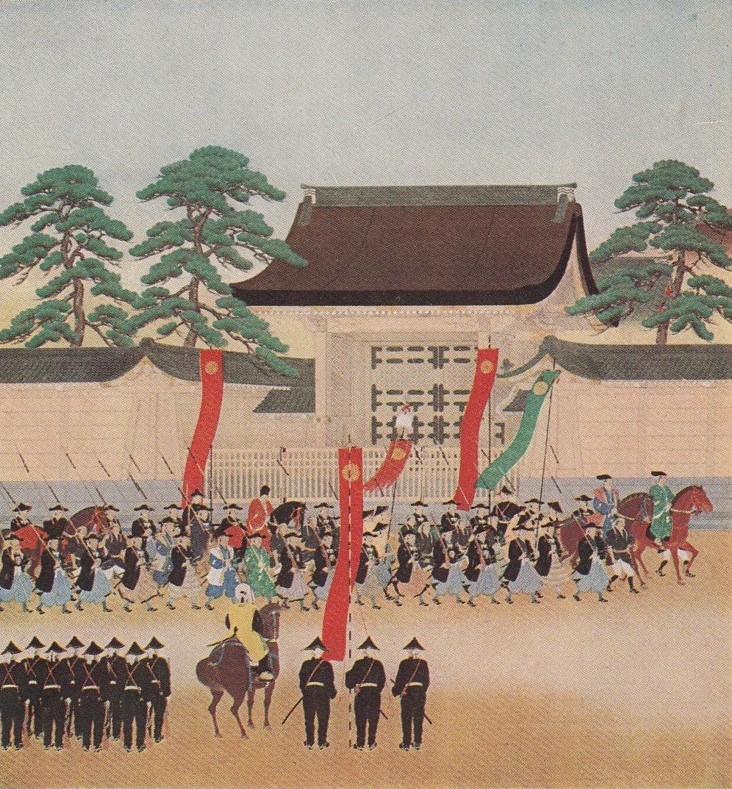

- [A 2]